# João de Coimbra, Príncipe de Antioquia
O Infante D. João de Coimbra (1431 ou 1437-1457), também conhecido simplesmente por João de Coimbra ou João de Portugal, era o segundo filho varão do infante D. Pedro, Duque de Coimbra, e de Isabel de Urgel.

## Biografia
Embora possa não ter tomado parte na batalha de Alfarrobeira, onde o exército de seu pai foi derrotado pelo exército real português, pois era muito novo, foi feito prisioneiro, estando destinado a ser executado. Contudo, devido à intervenção da sua mãe e o irmão mais velho, fugiu primeiramente para Castela. Depois ficou exilado, juntamente com sua irmã Beatriz de Coimbra, para o Ducado de Borgonha onde a sua tia, Isabel de Portugal, casada com o duque Filipe III, o Bom, os recebeu e protegeu.
Em pouco tempo o seu tio duque se afeiçoou a ele, pela sua inteligência, carácter e bravura, que o queria sempre ao seu lado.
Participou no cerco de Audenarde, a 15 de Abril de 1452; na peleja que se feriu entre Vasselle e Rupplemonde, a 9 de Junho do mesmo ano; na conquista de Gâvres e no cerco de Gand onde dias depois. Em 22 de Junho de 1453, foi armado cavaleiro pelo tio. Tomando parte no dia seguinte na batalha de Gavere, já nessa qualidade e comandando oito homens à sua guarda. 
Igualmente entrou no torneio e histórico banquete do «Voeu du Faisan», que se realizou em Lille a 27 de Fevereiro de 1454.
Como homem de confiança do duque, integrou o Grande Conselho que Filipe III instituíra para apoiar o seu filho Carlos, durante a regência, para que o duque pudesse participar em Ratisbona na reunião convocada pelo Imperador Frederico III, onde se debateu uma nova cruzada contra os Turcos.
Tendo-se dado uma vaga na Ordem do Tosão de Ouro, com a morte de Hue de Lannoy, no capitulo de 2 de Maio de 1456, em Haia, é designado para a ocupar.
Com o desejo de dar início de novas cruzadas, por situação estratégica, com o consentimento do primo D. Afonso V de Portugal e do tio borgonhês, casou em 21 de dezembro de 1456 com Carlota de Lusignan (1444-1487), Princesa de Chipre e da Cilícia, estando seu pai prisioneiro dos turcos, tornando-se então Príncipe (titular) de Antioquia, sendo regente do Reino de Chipre e do Reino Arménio da Cilícia. 
Instaurou o rito latino na Igreja e acabou por morrer sem descendência depois que foi envenenado pela madrasta de sua mulher.
Foi sepultado em Nicósia tendo o túmulo o seu Brasão de Armas.
Apesar de ser conhecido como João de Coimbra, isso não significa que ele tenha herdado o ducado do seu pai. De facto, o título de 2º Duque de Coimbra foi, mais tarde, atribuído a seu sobrinho-neto, o Infante D. Jorge de Lencastre.
Um dos seus retratos foi pintado por Rogier Van Der Weyden, que está num museu real da Bélgica e está representado com o colar do Tosão de Ouro ao pescoço. 